# КС-1,8 «Вихрь»
КС-1,8 «Вихрь» — советский прицепной силосоуборочный комбайн, выпускавшийся на «Гомсельмаше».
В 1971-1972 года было начато серийное производство «Вихря» и специализированного прицепа-ёмкости ПСЕ-12,5. В 1974 году комбайну был присвоен государственный знак качества, а затем он трижды переаттестовывался на высшую категорию качества с присвоением знака качества.
Применялся для уборки на силос кукурузы и подсолнечника, подбора валков, измельчения провяленных трав и скашивания растений, заготовляемых для сенной муки. Агрегатировался с тракторами мощностью 50-120 л.с. Схема работы «Вихря» почти не отличается от схемы работы КС-2,6.

## Технические характеристики
- Производительность — 0,6-1,1 га/ч (то есть до 80 т/ч)
- Ширина захвата — 1,8 м
- Высота среза — 60-200 мм
- Длина резки — 10-60 мм